# Haven (album)
Haven är det femte studioalbumet av det svenska melodisk death metal-bandet Dark Tranquillity från Göteborg, utgivet i juli 2000. 

## Låtlista
1. The Wonders at Your Feet
2. Not Built to Last
3. Indifferent Suns
4. Feast of Burden
5. Haven
6. The Same
7. Fabric
8. Ego Drama
9. Rundown
10. Emptier Still
11. At Loss for Words

## Banduppsättning
- Mikael Stanne - sång
- Niklas Sundin - gitarr
- Martin Henriksson - gitarr
- Michael Nicklasson - bas
- Anders Jivarp - trummor
- Martin Brändström - keyboard